# タイプビーグループ
タイプビーグループは、日本の企業。ここでは、主力サービスである小説投稿サイト、タップノベルとレビューンについても記載する。

## 概要
- 2010年創業のインターネットメディア事業とシステムインテグレーション事業を行う企業。2012年9月3日設立。
- レビューンとTapNovelというサービスを展開している。
- 経営理念は、自分たちのつくりたいものをつくり続ける。人生をかけてまでつくりたいものをつくる。ただし、個でなくチームで。継続するためには、時代性と向き合うこと、稼ぐこと。そして、現状に慢心しないこと。
- 代表者	代表取締役 遠藤彰二
- 取締役 CTO 塩足拓也
- 執行役員 情野美香
- 本社所在地	〒154-0004 東京都世田谷区太子堂3-14-4 エスペランサ三軒茶屋3F
- 資本金	5,000万円（資本準備金含む）

### レビューン
- 作品についての新たな見解を見いだす長文レビューが満載の、小説、漫画、ゲーム、ドラマ、アニメといったコンテンツをもっと楽しむための考察レビューサイト。会員登録制。

### タップノベル
- オリジナル作品が読める新感覚コンテンツ。ゲーム小説を自分で作れるタップノベルメーカーというサービスもあるほか、定期的にコンテストを実施している。その時は東映や東急とのコラボも開催されることもある。会員登録すれば有料コンテンツが楽しめる。基本的には毎日配布されるチケットでも楽しめる。人気作はニコニコ静画において漫画化されることもある[1]。

タップノベルメーカー
自分でオリジナルのゲーム小説を作ることができる。取得したタップノベルアカウントで登録可能。